# Pap Gábor (tanító)
Pap Gábor (Holtmaros, 1854. május 3. – ?) állami iskolai tanító.

## Élete
Pap András és Szász Zsófia szegény földművelő szülők fia. Tanulmányait Nagyenyeden 1867 őszén kezdte és 1872-ben a dévai tanítóképzőben folytatta, ahonnét 1875-ben oklevéllel bocsátották ki Marosszentkirályra. 1878-ban Gödemesterházára helyezték át. Mint a megyei tanítóegylet jegyzője három évig működött. Egy egészen vad vidéken meghonosította a gyümölcsészetet és a méhészete is virágzó volt. Több tanügyi és társadalmi lapba írt cikkeket.

## Munkája
- A méhészet mint gazdasági tényező a kupos kezelésű rendszer mellett. Kiadja: Kis-Küküllő vármegye gazdabizottsága. Dicső-Szent-Márton, 1899. (Ingyen osztatott szét).